# Coll de la Dona Morta
Le coll de la Dona Morta est un col de montagne situé dans la partie orientale des Pyrénées, sur la frontière entre l'Espagne et la France. Départageant la commune d'Amélie-les-Bains-Palalda (Pyrénées-Orientales) et Maçanet de Cabrenys (province de Gérone), il est situé à 1 082 ou 1 085 m d'altitude.

## Toponymie
En catalan, la langue traditionnelle de la région de part et d'autre de la frontière entre les états français et espagnols, coll signifie « col (de montagne) », dona signifie « femme » et morta, « morte ». Pour les toponymes, dona est souvent à prendre dans le sens de « fée » ou « sorcière ».
De nombreux toponymes de la région font référence à des tombeaux, des hommes morts ou des femmes mortes. Jean Abélanet remarque que de tels noms signalent souvent des mégalithes. Il s' en est servi pour découvrir de nombreux menhirs et dolmens.
Toujours selon la légende, avant la Dona Morta, le col s'appelait Collada del Cingle Gran. Le mot catalan féminin Collada désigne un large col. Le toponyme Cingle est utilisé pour indiquer une falaise.

## Géographie
Le col est situé à 1 082 ou 1 085 m d'altitude. Il a la particularité de ne pas offrir de passage entre les deux vallées qu'il sépare, ni par la route ni par un sentier. L'accès y est possible par un sentier pédestre qui suit la crête dont il fait partie. Cette même crête marque la frontière entre d'une part la commune d'Amélie-les-Bains-Palalda, en France, et d'autre part Maçanet de Cabrenys, en Catalogne, en Espagne.
Le col est marqué par une pierre levée, appelée menhir du coll de la Dona Morta, objet d'une légende. Un panneau en six langues (français, espagnol, catalan, allemand, anglais et néerlandais) raconte la légende telle qu'elle est écrite par Jean Abélanet dans son livre Lieux et légendes du Roussillon et des Pyrénées catalanes.

## Légende
Jean Abélanet rapporte une légende qui lui a été racontée à Saint-Laurent-de-Cerdans.
Lors de la tuerie du cochon, les habitants du mas de la Borbolla, situé à environ un kilomètre à l'est du col, avaient invité la famille, les amis et voisins comme il était de coutume lors de cette fête. Le soir, comme on était début novembre, la conversation tomba sur les légendes. Plusieurs racontèrent des histoires de revenants ou fantômes qui faisaient peur à tout le monde, surtout aux enfants. Seule Martina s'y opposa, arguant que les légendes sur ces êtres extraordinaires étaient fausses, et qu'elle n'en avait pas peur.
Le mari de Martina lui fit remarquer qu'elle était pourtant très peureuse vis-à-vis des rats, araignées, etc. Mais Martina expliqua que ces petites bêtes, elles, existaient bel et bien. Un oncle de Martina la défia : il avait bien vendu un bélier au marché de Céret et paria deux pièces d'or qu'elle n'oserait pas, en pleine nuit, aller planter une agullada (bâton servant à guider les bœufs) au col appelé Collada del Cingle Gran situé à quelques minutes de marche du mas.
Martina releva le défi. Elle partit seule malgré ses peurs, sursautant au moindre bruit d'animal dans la nuit. Mais elle ne revenait pas. Les habitants, inquiets, partirent la chercher. Il la trouvèrent morte au col. Ils comprirent qu'elle avait planté par erreur l'aiguillon dans ses propres vêtements et était morte de peur, croyant être retenue par le Diable, qui aurait voulu la punir de ne pas croire aux légendes.
Le col fut renommé en son honneur et une pierre, taillée en forme de cercueil et gravée d'une croix, fut levée à l'endroit où elle était morte.